# Призивање духова 2: Порекло зла
Призивање духова 2: Порекло зла (енгл. Ouija: Origin of Evil) је амерички хорор филм из 2016. године, режисера и сценаристе Мајка Фланагана, са Елизабет Ризер, Алис Басо и Хенријем Томасом у главним улогама. Представља преднаставак филма Призивање духова
Од глумачке поставе из претходног филма, вратила се једино Лин Шеј у улогу Полине Зандер на крају филма.
Филм је добио веома позитивне критике и далеко је успешнији од оригиналног филма из 2014. године. На сајтовима који оцењују филмове, углавном има оцену између 6 и 7, а на појединим чак и преко 8. Зарадио је преко 80 милиона долара, са готово 10 пута мањим буџетом. Номинован је за Награду Сатурн за најбољи хорор филм године и добио награде за најбољи преднаставак и најбољу монтажу.
И поред тога што је филм био веома успешан и по критичарима и на благајнама, још увек није добио наставак нити је у најави његово снимање. Ипак снимљени су поједини филмови које носе наслов Ouija 3 и Ouija 4, али они немају никакве везе са овим филмом нити са Блумхаус продукцијом.

## Радња
Алис Зандер је удовица која издржава своје две ћерке, Полину и Дорис, „разговарањем са духовима”. Једног дана, с намером да унапреди своје сеансе Алис купује Виџу и убрзо открива запањујућу истину, да су она и њене ћерке заиста у стању да призову духове, а да Дорис чак може и да опонаша њихове гласове. Баш када им посао крене добро, Дорис почиње чудно да се понаша и свештеник Хоган открива да је девојчица поседнута бројним демонима, па саопштава Алис да се што пре мора извршити егзорцизам.

## Улоге
| Глумац              | Улога              |
| ------------------- | ------------------ |
| Елизабет Ризер      | Алис Зандер        |
| Аналис Басо Лин Шеј | Полина Зандер      |
| Лулу Њилсон         | Дорис Зандер       |
| Хенри Томас         | отац Том Хоган     |
| Паркер Мак          | Мајкл „Мики” Расел |
| Кејт Сигел          | Џени Браунинг      |
| Даг Џоунс           | дух Маркус         |
| Хали Чарлтон        | Ели                |
| Алексис Зал         | Бети               |
| Сем Андерсон        | гдин Браунинг      |
| Ели Китс            | Елина мајка        |
| Николас Кинан       | Валтер             |
| Мајкл Вивер         | Роџер Зандер       |
| Умран Мустафа       | Кејт Хемнгвеј      |
| Ив Гордон           | Џоун               |
| Џон Проски          | доктор Фулер       |